# Evacanthus longianus
Evacanthus longianus är en insektsart som beskrevs av Yang, L. och Zhang, Y 2000. Evacanthus longianus ingår i släktet Evacanthus och familjen dvärgstritar. Inga underarter finns listade i Catalogue of Life.